# Rosnoën
Rosnoën é uma comuna francesa na região administrativa da Bretanha, no departamento Finisterra. Estende-se por uma área de 33,42 km². Em 2010 a comuna tinha 984 habitantes (densidade: 29,4 hab./km²).